# Ravni (Mostar)
Pour les articles homonymes, voir Ravni.
Ravni (en serbe cyrillique : Равни) est un village de Bosnie-Herzégovine. Il est situé sur le territoire de la ville de Mostar, dans le canton d'Herzégovine-Neretva et dans la fédération de Bosnie-et-Herzégovine. Selon les premiers résultats du recensement bosnien de 2013, il abrite une population inférieure ou égale à 10 habitants.

## Démographie

### Évolution historique de la population
| 1948 | 1953 | 1961 | 1971 | 1981 | 1991 | 2013 |
| ---- | ---- | ---- | ---- | ---- | ---- | ---- |
| -    | -    | 477  | 448  | 186  | 83   | ≤ 10 |

|  |